# ستيفن جون
ستيفن جون (21 يونيو 1974 في باكستان - ) هو مدرب كريكت باكستاني ولاعب كريكت سابق من الدرجة الأولى لعب لفريق إسلام آباد للكريكت.

## وصلات خارجية
- ستيفن جون على موقع إي آس بي آن كريك إنفو (الإنجليزية)